# Torsten Edgren
Torsten Erik Ragnarsson Edgren, född den 18 maj 1934 i Helsingfors, död där den 29 november 2021, var en finländsk arkeolog.
Edgren blev filosofie doktor 1966. Han innehade 1956–1972 olika uppdrag vid Arkeologiska kommissionen och verkade 1972–1992 som chef för Museiverkets forskningsavdelning och 1991–1999 för dess arkeologiska avdelning. Därtill var han 1969–1971 tillförordnad professor i finsk och jämförande arkeologi vid Åbo universitet och 1967–1971 docent i förhistorisk arkeologi vid detta universitet, vid Helsingfors universitet 1971–1999 och vid Åbo Akademi 1972–1981. Han invaldes i Finska Vetenskaps-Societeten år 1982 och tjänstgjorde som ordförande i Finska fornminnesföreningen 1991–1998.
Edgren har publicerat avhandlingen Jäkärlä-gruppen (1966), Studier över den snörkeramiska keramiken (1970), avsnitten Kivikausi i Suomen historia I och Den förhistoriska tiden i Finlands historia 1 samt ett sjuttiotal vetenskapliga artiklar. Han erhöll professors titel 1998.  

### Uppslagsverk
- Gardberg, Carl Jacob: Edgren, Torsten i Uppslagsverket Finland (webbupplaga, 2012). CC-BY-SA 4.0